# Alexander Oscar
Alexander Oscar (født 5. august 1998) er en dansk sanger og sangskriver fra Skejby, der har hittet med "Number", der udkom i begyndelsen af 2018. Singlen var i A-rotation på P3 og har været et af de mest spillede på radio og streaming i Danmark. Alexander fik sin første pladekontrakt som 14 årig. Hans debutalbum, "Highs & Lows", udkom 18. januar 2019 hos det internationale pladeselskab Sony Music. 10 juni 2019 rundede han 70 millioner streams på tværs af platforme.

## International bevågenhed
Efter sin koncert på Spot Festival i maj 2018 fik han stor ros og blev beskrevet som "et talent med kurs med den internationale scene".

## Lokal Succes
"Number" lå nummer ét på den lokale Radio Airplay og har efterfølgende ligget i top 50 i 37 uger. I august gik "Number" guld i Danmark.Derudover lå den nummer ét på den danske Shazam liste i flere uger. Den efterfølgende single "Coffee Table" er også blevet taget godt imod og lå 17. oktober nummer fem på Radio Airplay-listen i Danmark.
"Bands Of Tomorrow" beskriver singlen som et "melodisk, ørehængende og gennemført popnummer".
I oktober 2018 indgik han en international publishing-aftale med Sony Atv i Stockholm.

## Midem Festival 2019
Som en af 11 kunstnere blev Alexander Oscar blandt 900 ansøgere udvalgt til at optræde på dette års Midem Festival.

## Debutalbummet: Highs & Lows
18. januar 2019 udkom Alexander Oscars debutalbum, der bød på singlen "Complicated" med den svenske sangerinde Svea.  15. juni 2019 var albummet streamet mere end 37,5 millioner gange (Spotify).
"Complicated" sluttede året som den 34# mest streamede sang i Danmark på total listen for 2019.
"Number" sluttede som Nr 57# på den samme liste for årets mest streamede sange i 2018.
| År   | Titel                     | Single Top 40 | Højeste placering Airplay Chart  | Certificering       | Album        | Streams Spotify (Pr. 14 Okt. 2020) |
| ---- | ------------------------- | ------------- | -------------------------------- | ------------------- | ------------ | ---------------------------------- |
| 2017 | Ocean View                |               |                                  |                     | Highs & Lows | 1.7 Millioner                      |
| 2019 | Number                    | 12            | 1                                | Platin              | Highs & Lows | 24.3 Millioner                     |
| 2018 | Coffee Table              |               | 5                                |                     | Highs & Lows | 2.7 Millioner                      |
| 2018 | Question Mark             |               | 5                                |                     | Highs & Lows | 0.8 Millioner                      |
| 2019 | Complicated Faustix Remix |               |                                  |                     | Highs & Lows | 14 Millioner                       |
| 2019 | Complicated               | 20            | 4                                | Platin DK + Gold NO | Highs & Lows | 31.7 Millioner                     |
| 2020 | Bad Intentions            |               | 16                               |                     | Single       | 1.2 Millioner                      |
| 2020 | Need To Know              |               | NR.4 overall / NR. 1 Local CHART |                     | Single       | 1 Million                          |

### Features
| Title        | Year | Artist                        | Single Top 40 | EP      | Streams Spotify | Certificering | Total Streams (Spotify, Deezer etc) |
| ------------ | ---- | ----------------------------- | ------------- | ------- | --------------- | ------------- | ----------------------------------- |
| Somebody New | 2017 | Faustix Feat. Alexander Oscar | 34            | Faustix | 9,8 Millioner   | Guld          | 16,5 Million                        |

### Music videos
| Year | Title         | Director                   |
| ---- | ------------- | -------------------------- |
| 2017 | "Ocean View"  | Alexander Kaiser Lauritzen |
| 2018 | "Number"      | —                          |
| 2018 | "Cofee Table" | Blonde Media               |
| 2019 | "Complicated" | Tom McKenzie               |

## Filmografi og TV
2021 Unteruns - RTL - Bad intentions + January
2021 Nytårsshowet TV2
2020 Juleshowet TV2
2020 God Morgen Danmark, Need To know w. Svea
2020 God Morgen Danmark, Bad Intentions + Number
2020 God Aften Danmark, Bad Intentions + Complicated
2019 Club Awards, Tv2 Zulu "Årets nye navn"
2019 Vild Med Dans, Someone Else
2019 God Morgen Danmark, Someone Else
2019 X Factor (TV2) with SVEA "Complicated"
2019 Rainbow Awards, Tv2 Zulu 
2019 God Morgen Danmark, "Complicated"
2018 God Morgen Danmark, "Coffee Table"
2018 Danmark Har Talent (TV2) "Number"
2018 Live (DR1) "Number"

## Awards and nominations
| Year | Award     | Category         | Nominee   | Result    | Ref. |
| ---- | --------- | ---------------- | --------- | --------- | ---- |
| 2018 | The Voice | The Voice Prisen | Nominated | Nominated |      |

| Year | Award       | Category     | Nominee   | Result | Ref. |
| ---- | ----------- | ------------ | --------- | ------ | ---- |
| 2019 | Club Awards | Best New Act | Nominated | WON    |      |

| Year | Award        | Category     | Nominee   | Result    | Ref. |
| ---- | ------------ | ------------ | --------- | --------- | ---- |
| 2020 | Gaffa Prisen | Best New Act | Nominated | Nominated |      |